# Bastian Binder
Bastian (Sebastian) Binder (nachweisbar ab 1512/13; † um 1540) war ein deutscher Baumeister der Spätgotik und Frührenaissance.

## Leben
Über die frühen Jahre Bastian Binders ist nichts bekannt. In einer Merseburger Dombaurechnung von 1512 ist von einem „Bastian der wergkmeister“ als Beteiligter beim Umbau des Domlanghauses die Rede. Es besteht die Annahme, dass es sich hierbei bereits um Bastian Binder handelt. Anke Neugebauer führt den Entwurf des Merseburger Hallenlanghauses, die dortigen Pfeilerarkaden sowie Außenwände und Teile des Dachstuhls auf Binder zurück.
In einem kursächsischen Schriftstück vom 18. September 1513 wird Binder erstmals als „oberster werckmeyster zu Magdeburg“ erwähnt. Möglicherweise war Binder bereits seit 1509 Werkmeister am Magdeburger Dom, da in diesem Jahr der Weiterbau der Türme wieder aufgenommen wurde. Bastian Binder hielt sich im September und Oktober 1513 in Torgau sowie Wittenberg auf und unterbreitete dem Kurfürsten Friedrich III. eine Entwurfszeichnung für ein Bauwerk. Für welches Gebäude dieser Entwurf gedacht war, lässt sich nicht ermitteln. Ferner bewarb sich Binder 1513/14 um die Stelle des Baumeisters an der St. Annenkirche in Annaberg (als Nachfolger für den verstorbenen Peter Ulrich). Allerdings wurde Binder von Herzog Georg abgelehnt und Jacob Haylmann stattdessen dieses Amt übertragen. Die Konkurrenz Haylmanns und Binders im späteren Annaberger Hüttenstreit (siehe unten) liegt wahrscheinlich auch in der abgelehnten Bewerbung Binders begründet. Binders Bemühungen, in Kursachsen und Annaberg Fuß zu fassen, obwohl er bereits als Magdeburger Dombaumeister eine angesehene Stelle innehatte, fallen in die Zeit des Todes von Erzbischof Ernst II. Binder versuchte vermutlich nach dessen Tod eine Zwischenzeit zu überbrücken.

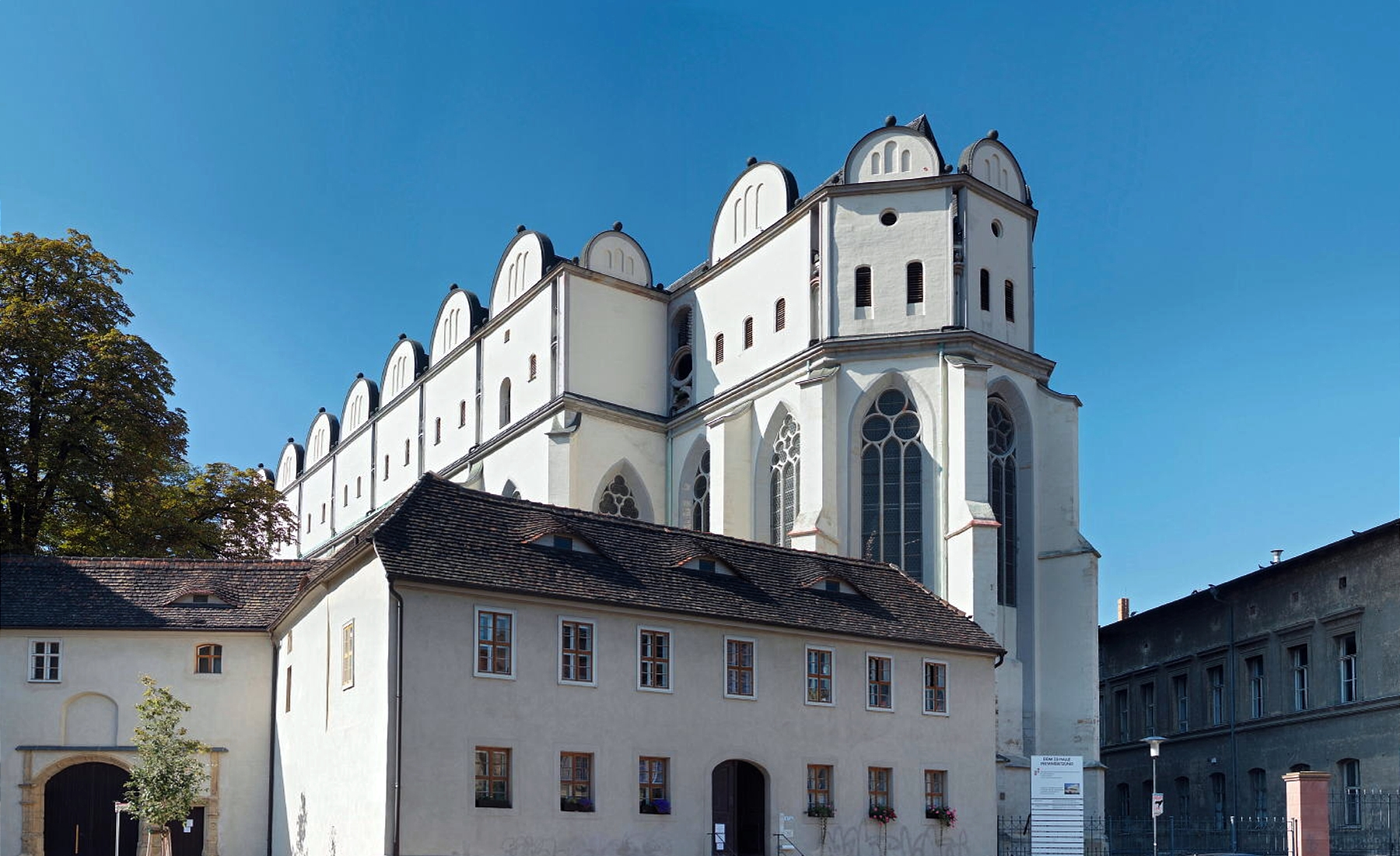
Hallescher Dom

Unter dem neuen Erzbischof Albrecht von Brandenburg konnte sich Binder allerdings wieder in Magdeburg etablieren. Für den 11. November 1514 ist die Gründung einer Steinmetzbruderschaft (als eine Teilbruderschaft der Straßburger Haupthütte) an der Magdeburger Dombauhütte belegt, als deren Brudermeister und oberste Instanz Binder amtierte. Unter Binders Leitung wurde die Westfassade des Magdeburger Doms 1520 vollendet. Nach Abschluss der Arbeiten in Magdeburg erhielt Binder vom Magdeburger Domkapitel noch drei weitere Jahre 15 Gulden jährlich. Seiner Frau Agnes wurde eine lebenslange Leibrente in Höhe von 14 Gulden pro Jahr zugesprochen.

Am 30. März 1520 erfolgte durch Kardinal Albrecht Binders Berufung zum Baumeister auf Lebenszeit für das gesamte Erzstift Magdeburg. Fortan war er mit dem Umbau der Dominikanerkirche in Halle betraut (Hallescher Dom). Der 1524 errichtete Kranz aus Welschen Giebeln stellt eines der frühesten Beispiele an Rundgiebeln – sowie die ältesten noch erhaltenen – nördlich der Alpen dar. Nach Vollendung der Stiftskirche in Halle 1526 ist Binder zunächst nicht mehr in den erzbischöflichen Dokumenten nachweisbar. 

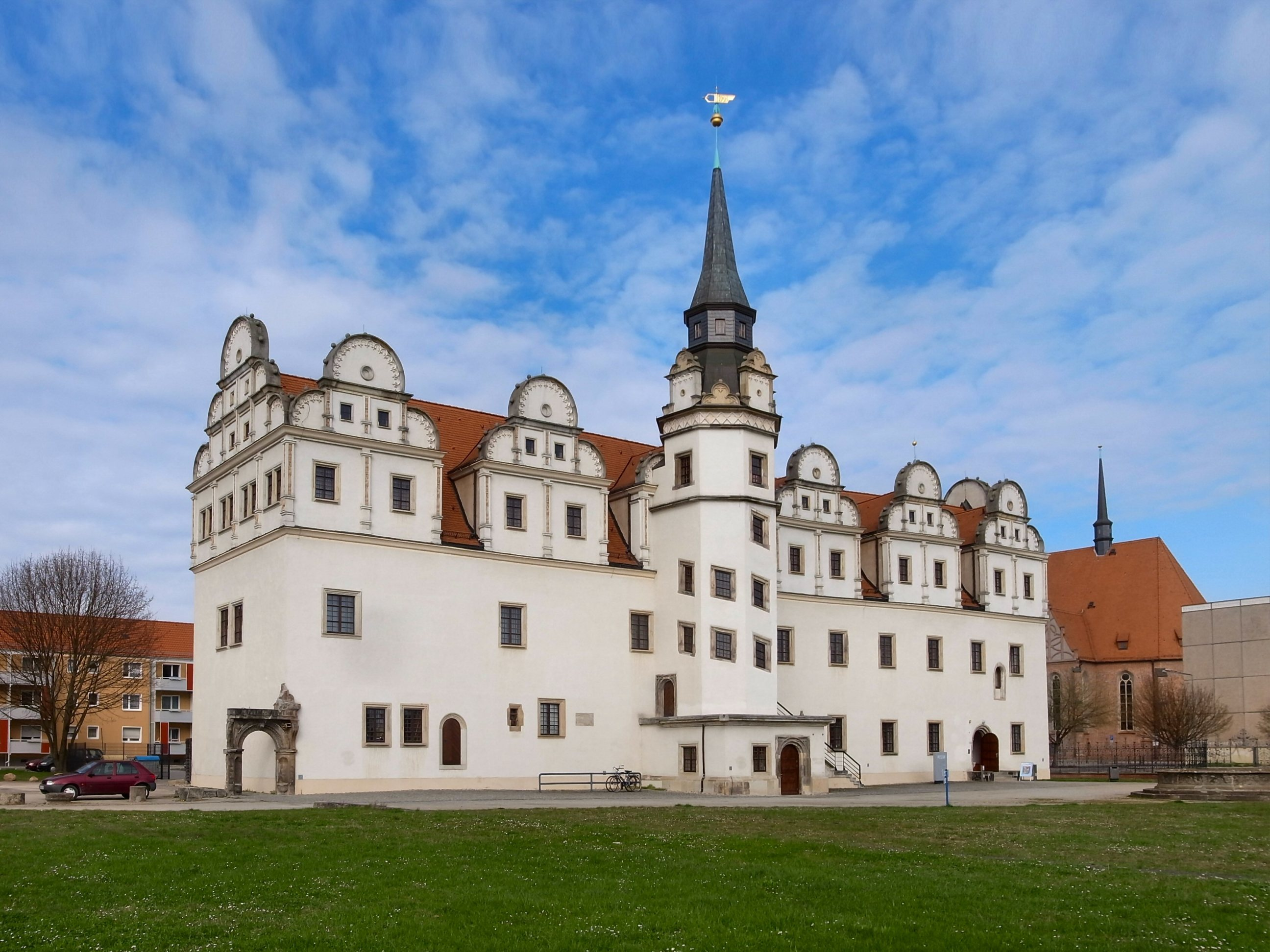
Johannbau, Dessau

Ein Auftrag führte Binder in der Folgezeit nach Dessau, hier entstand zwischen 1528 und 1533 ein neuer Schlossflügel, der Johannbau. In der älteren Forschung wurde als Baumeister oft Ludwig Binder (1512–1556, später Landwerkmeister der anhaltinischen Fürsten) und mutmaßlicher Sohn Bastian Binders, angenommen. Da Ludwig Binder auf Grund seines Alters zur fraglichen Zeit noch keinen Meisterstatus besessen haben kann, wird der Entwurf und die Bauleitung des Johannbaus ebenfalls Bastian Binder zugeschrieben.
1533 war Andreas Günther zum Magdeburger Landwerkmeister auf Lebenszeit ernannt worden. Günther führte den Bau der Neuen Residenz in Halle fort. Bastian Binder ist 1534 wieder in Halle nachweisbar, er übernahm zunächst Befestigungsarbeiten an der Moritzburg. Im Mai 1537 wurde Binder von Erzbischof Albrecht erneut zum Landwerkmeister auf Lebenszeit berufen. Günther stand seit 1537 in den Diensten des (protestantischen) Fürsten Wolfgang von Anhalt-Köthen. Zu weiteren Bauaufgaben Binders gehörte nunmehr die Vollendung der Neuen Residenz, hier wurde unter seiner Leitung die Residenzkapelle sowie ein Arkadengang errichtet. Letztmals erwähnt wird Binder in einer Bauanweisung, die auf den 24. Mai 1539 datiert ist.
Während Binder in älteren Publikationen noch als „konservativer Spätgotiker“ angesehen wurde, gehört er in der jüngeren Forschung „zu den wichtigsten Wegbereitern der mitteldeutschen Frührenaissance“.

## Annaberger Hüttenstreit
Der Annaberger Hüttenstreit von 1518 war ein Interessenskonflikt zwischen der Straßburger Hauptbauhütte und der Magdeburger Hütte (vertreten durch Binder) auf der einen Seite sowie der (ober)sächsischen Hütte unter Haylmann auf der anderen. Zentraler Streitpunkt war die kürzere Ausbildungszeit von Steinmetzen in der sächsischen Hütte, die vier Jahre betrug (im Gegensatz zu fünf Jahren gemäß der Straßburger Ordnung). Des Weiteren hatte Haylmann den nicht hüttengebundenen Bildhauer Franz Maidburg eingestellt, der keinen Meistertitel besaß. Dennoch beschäftigte Maidburg „gegen alle Zunftregel“ Steinmetze, was von Haylmann auch gestattet wurde.
Binder oblag als Magdeburger Brudermeister die Durchsetzung und Einhaltung der traditionellen (Straßburger) Hütten- bzw. Steinmetzordnung. Aufgrund dessen ermahnte er Haylmann, von derartigen Regelverstößen abzusehen und versuchte, die Straßburger Ordnung auch in Obersachsen durchzusetzen. Haylmann weigerte sich, Binder als „Vorgesetzten“ anzuerkennen. Daraufhin wurde der Annaberger Meister am 25. Mai 1518 zu einem Hüttentag nach Halle geladen, um sich dort zu verantworten. Da Haylmann in Halle jedoch nicht erschien, wurde auf Weisung des Straßburger Meisters Hans Hammer sowie der Baumeister Martin Knoch (aus Würzburg) und Bastian Binder, Haylmanns Steinmetzzeichen an die sogenannte „Schelmentafel“ geschlagen, was bedeutete, dass „in Zukunft bei diesem Meister kein Geselle und Lehrling Arbeit nehmen soll.“
Am 27. Juli 1518 kam es unter dem Vorsitz von Benedikt Ried zu einem Hüttentag in Annaberg, bei dem Werkmeister und Gesellen aus Sachsen, Böhmen, Schlesien und der Lausitz zusammentrafen. Dort wurde vereinbart, dass in den albertinischen Territorien die Lehrzeit von vier Jahren bestehen bleiben solle. Dies, und weitere Neuerungen wurden in einer dort verfassten Ordnung festgehalten. Zugleich wurde die Gründung einer eigenen obersächsischen Bruderschaft mit Sitz in Dresden angestrebt. Allerdings kam es bis 1521 weiterhin zu Einmischungen seitens der Magdeburger Bruderschaft in die Annaberger Hütte, sodass Herzog Georg den Magdeburger Rat und das Domkapitel aufforderte, „den anmaßenden Übergriffen der Magdeburger Bruderschaft auf das Hüttenwesens seines Territoriums Einhalt zu gebieten“.
Der Hüttenstreit schadete Binders Ansehen jedoch nicht. Seine Reputation stieg stattdessen, noch während des Streites war er 1520 in das Magdeburger Bauamt berufen worden.

## Werke
- Vollendung der Magdeburger Domwestfassade (1509?/1513–1520)
- Umbau der Dominikanerkirche zu Halle (Hallescher Dom, 1520–1526)
- Johannbau des Residenzschlosses Dessau (1528–1533)
- Wallanlage und Festungsgraben an der Moritzburg Halle (1534–1536)
- Kapelle sowie Arkadengang an der Neuen Residenz Halle (1537–1539)